# Yvonne Schnorf
Yvonne Schnorf-Wabe (nascida em 28 de julho de 1965) é uma ex-ciclista suíça de ciclismo de estrada. Representou seu país, Suíça, nos Jogos Olímpicos de Verão de 1996 e 2000.